# Râul Avrămeni
Râul Avrămeni este un curs de apă, afluent al râului Bașeu. 